# Pong redivivus
Pong redivivus ist eine Erzählung von Sibylle Lewitscharoff, zu der ihr Ehemann Friedrich Meckseper in den Jahren 2010 bis 2013 vierzehn passende Objekte schuf. Deren Fotografien sind in der 2013 im Insel Verlag zu Berlin erschienenen Buchausgabe abgebildet.
In dieser ironischen Geschichte ersteht Pong aus Sibylle Lewitscharoffs 1998 in Berlin publiziertem gleichnamigen Buch wieder auf. Diesmal findet der menschenscheue alleinstehende Herr einen neuen Freund.

## Inhalt
Der wohlhabende Herr Pong besitzt nicht nur Phantasie. Eine seiner Ideen hat er Anfang Mai 2009 in Berlin in die Tat umgesetzt: Völlig überzeugt, unsterblich, also größer als Jesus zu sein, war der in den Mond Vernarrte  von seinem Hausdach in den Erdtrabanten gesprungen, jedoch im Geäst einer rettenden Blutbuche und sodann mit gebrochenem Bein im Krankenhausbett gelandet. Geschrei hatte sich der Unbesiegbare nach dem Fehlstart verkniffen, denn Herr Pong ist groß. So groß, dass ein Bildender Künstler, wenn er das Muskelspiel des hoffentlich bald wieder Gesundeten sähe, ganz sicher gleich zwei Statuen des Helden hauen und jede auf einen eigenen Sockel erheben würde. Allerdings ist die Sache mit Pongs Sprung in den Mond die erste und letzte Donquichotterie in oben genannten Büchlein. Herrn Pongs kaputtes Bein hängt während der gesamten Erzählzeit vergipst in der Luft. Der Held bleibt ans Krankenhausbett gefesselt. Der Leser muss sich mit Sibylle Lewitscharoffs Beschreibung der Gedankenakrobatik des Herrn Pong begnügen. Diese „Gedankenjagden“ und „Ideenstürme“ verblüffen: Pong nimmt an seinen beiden ihm überaus sympathischen Krankenschwestern Erika und Mandy in Gedanken kosmetische Operationen zwecks Wohlproportionierung der Dicken beziehungsweise Dünnen vor. Dabei fixiert er die beiden durch ein Guckfenster, gebildet aus seinen Fingern à la Monk. Der Leser soll sich Pong nach dem Autorinnenwillen einerseits überhaupt als den Neurotiker Monk vorstellen andererseits aber auch wieder nicht. Die beiden freundlichen Schwestern nennt Pong insgeheim bei ihren „Gedankennamen“. Letztere hat er sich – jeweils ein Konglomerat aus beiden Namen – durch Buchstabenverschiebungen und -vertauschungen ausgedacht. Mandy heißt somit auf einmal Maryke.
Als ein Herr Eduard von Malincrodt, Leiter eines Architektenbüros, mit Beinbruch im Krankenbett ins Einzelzimmer hereingerollt wird, ist Herr Pong gar nicht begeistert. Doch dann freundet sich Pong mit dem stillen Malincrodt an. Der Ankömmling ist viel kränker als Pong. Selbst als sich ergibt, Malincrodts Frau und Kind werden der Freundschaft wahrscheinlich im Wege stehen, wirft der rücksichtsvolle Pong die Flinte nicht ins Korn. Denn, so meint der neue Don Quijote, einem Freund müsse man solche Lappalie zugestehen.

## Selbstzeugnis
Sibylle Lewitscharoff nennt Pong einen „Halbverrückten“ im Krankenbett. Als solcher verleugne er zum Beispiel „die normalen Wege der Geburt“.

## Form
Der Text ist erheiternde Prosa, der es nebenbei an Gesellschaftskritik nicht mangelt. Die omnipräsenten geistigen Tiefflieger bei ARD und ZDF werden gegeißelt. Jesus, eine Abgesandte der christlichen Kirche am Krankenbett sowie das fade Krankenhausessen kommen schlecht weg. Modewörter des 20./21. Jahrhunderts werden nicht gemieden – zum Beispiel „eher“ in „… daß sein Englisch eher brüchig war“. Manchmal stößt der Leser auf poesievolle Wendungen – zum Beispiel „Das Mare Humorum … war ein feines Lächelmeer aus Staub“. Hochsprachliche Passagen bieten auch Lesegenuss, weil der Verlag immerhin anno 2013 die Neue deutsche Rechtschreibung aus dem Jahr 1996 absichtlich gemieden hat. Zum Beispiel steht „daß“ für dass. Sibylle Lewitscharoff hat den Mut zum veralteten Wort. Da steht „vexiert“ für verärgert. Der Bildungsbürger wird angesprochen. Paddy Dignam kommt vor. Assoziation ist Trumpf. Die nonchalante Erzählerin schert sich weder um Raum, Zeit noch um jedwede Gesellschaftsordnung. Zum Beispiel führt der Laut „pee“ geradewegs auf Raketenstart in Peenemünde.
Der Vortrag der Stuttgarter Autorin mit unbekümmert eingestreutem süddeutschen Dialekt – zum Beispiel „scheps“ für schief oder „Bitzelflüssigkeit“ für Mineralwasser – erscheint als locker und leicht.
Oben war von passenden Objekten aus der „reinen Pong-Welt“ die Rede. Sibylle Lewitscharoff gibt manchmal textliche Beschreibungen der Collagen, Pergamente und anderen Werke ihres Mannes. Blickt Pong daheim in seinen mit Blattgold hinterlegten Seelenspiegel (13,14), kann er sehen, wie es gerade in ihm drinnen aussieht. In dem Widrigkeitsfänger (20,19) bleibt allerhand nicht Förderliches hängen. Eine Alge wächst aus einer Magnetnadel (61,59). Die Pyramiden stehen kopf (73,71). Der Optimist sollte die Nähe des Verdrußgenerators (93,94) tunlichst meiden. Sturz in die „grauschwarze Gedankenhölle“ folgte dann sogleich.

## Rezeption
- Pong redivivus. In: Die Welt, 8. Juni 2013
- Britta Heidemann: Sibylle Lewitscharoff belebt den Pong wieder. In: Westdeutsche Allgemeine Zeitung. Funke Mediengruppe, 15. September 2013.
- Verweis bei perlentaucher.de auf Thomas Steinfeld. In: Süddeutsche Zeitung, 24. Oktober 2013
- Jan Wiele: Flattergeist will fliegen. In: FAZ, 1. November 2013
- Daniel Lüthi: Wiederauferstandene Mondsehnsucht – Sibylle Lewitscharoffs «Pong redivivus». Kulturmagazin zeitnah.ch, 26. November 2013

### Erstausgabe
- Sibylle Lewitscharoff, Friedrich Meckseper: Pong redivivus. Insel Verlag (Insel-Bücherei Nr. 1383), Berlin 2013, ISBN 978-3-458-19383-8, 108 Seiten (verwendete Ausgabe)